# Protichneumon binghami
Protichneumon binghami là một loài tò vò trong họ Ichneumonidae.